# Trinoton anserinum
Trinoton anserinum är en insektsart som först beskrevs av Fabricius 1805.  Trinoton anserinum ingår i släktet jättespringlöss, och familjen spolätare. Arten är reproducerande i Sverige.
Arten är en parasit på svanar och gäss. Exemplaren rör sig i fjäderdräkten och när de hittar hud biter de för att dricka blod. Tändernas ordning motsvarar ungefär krokodilernas tanduppsättning.